# Čeněk Žlebský z Ronovce
Čeněk Žlebský z Ronovce (kolem 1295 – mezi 1310 a 1314) byl český šlechtic ze žlebské větve rodu Lichtenburků, syn Jindřicha z Lichtenburka a přívrženec českého krále Jindřicha Korutanského.

## Život

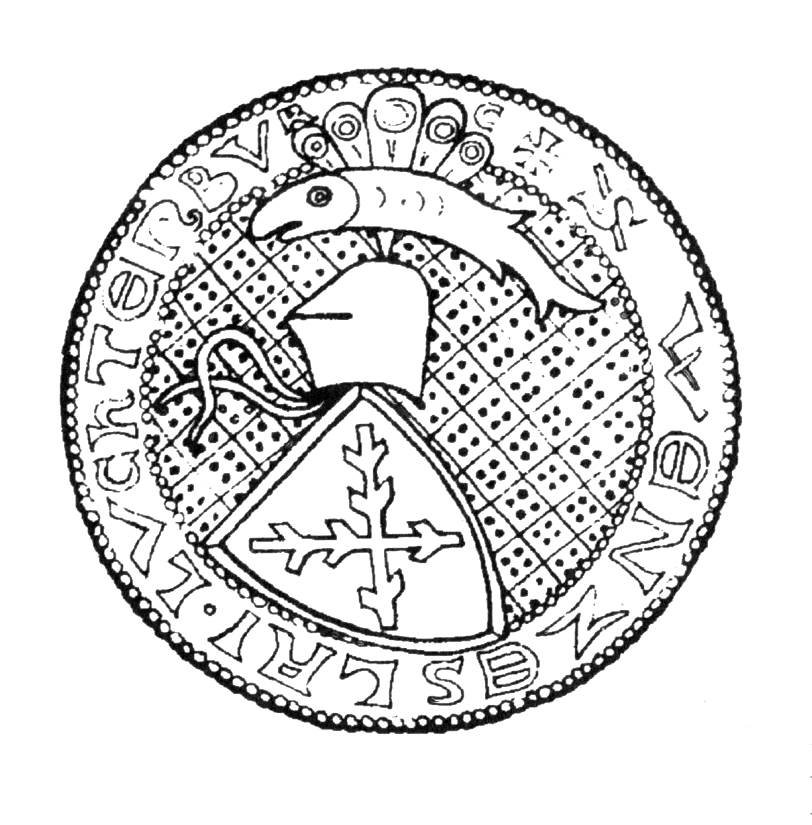
Pečeť Čeňkova staršího bratra Václava Žlebského z Lichtenburka

Čeněk Žlebský z Ronovce se narodil jako syn předního českého šlechtice Jindřicha z Lichtenburka a jeho manželky Matyldy ze Žleb kolem roku 1295. Měl starší bratry Hynka Krušina I. z Lichtenburka, Václava Žlebského z Lichtenburka a Smila III. z Lichtenburka. Poté, co si s nimi na počátku 14. století rozdělil majetek, zůstal mu hrad Ronovec s městečkem Bělou. V pramenech se Čeněk objevoval pouze v březnu 1310, kdy s bratry figuroval na listině svého strýce Rajmunda z Lichtenburka, která povolovala městu Brodu (dnešní Havlíčkův Brod) si vystavět kamenné hradby.
Čeněk i jeho bratři se politicky přidržovali svého strýce Oldřicha z Lichtenburka. Spolu s Oldřichem byl Václav i se svými bratry velkým přívržencem českého krále Jindřicha Korutanského. V červenci 1310 byl Václav přítomen u složení přísahy věrnosti svým strýcem Oldřicha a jeho synem Jindřichem králi Jindřichu Korutanskému. Jindřich Korutanský byl však ještě téhož roku nakonec poražen a vyhnán z Čech Janem Lucemburským, jenž se následně stal novým českým králem. Po roku 1310 se Čeněk vytratil z pramenů a v roce 1314 již byl prokazatelně po smrti. Podle pramenů zemřel na poranění šípem při válce s Rakouskem. Zřejmě se jednalo o menší a soukromou pohraniční válku, ve které mohl pomáhat svým moravským příbuzným Bítovským z Lichtenburka. Protože jeho manželství s jistou Anežkou zůstalo bezdětné, Čeňkovy statky zdědil jeho synovec Hynek Žlebský z Lichtenburka.

## Majetek

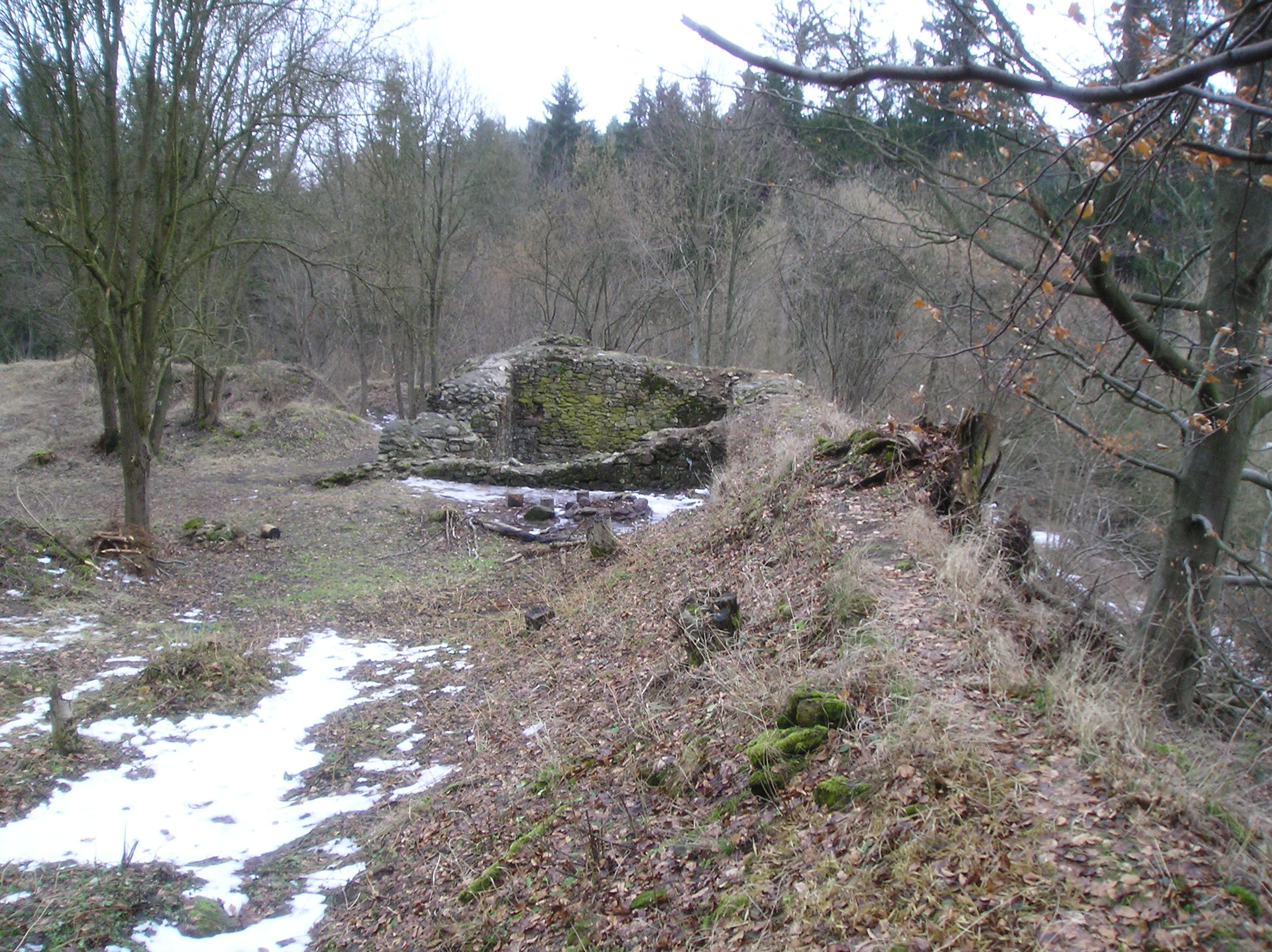
Zřícenina hradu Ronovce

Po smrti Čeňkova otce Jindřicha z Lichtenburka si Lichtenburkové roku 1296 rozdělili své panství. Dosud totiž žili v majetkovém nedílu. Čeněk se svými bratry z lichtenburského panství získal polovinu Brodu (dnešní Havlíčkův Brod) s jeho doly, hrad Ronovec s městem Bělou, žlebské panství a území v Dolním Poohří). K dalšímu dělení majetku mezi syny Jindřicha z Lichtenburka došlo nejpozději do pěti let, když dospěl Čeňkův starší bratr Václav. Čeňkovi po tomto druhém dělení zůstaly pouze městečko Bělá a hrad Ronovec, ke kterému patřila Dolní Krupá, Čachotín, Horní Krupá, Rozsochatec, Cibotín a Kojetín, u kterého se patrně naházely štoly na dolování stříbra. Cibotín Čeněk však před smrtí daroval pohledskému klášteru. Čeněk měl malý podíl zřejmě i na lichtenburském panství na Havlíčkobrodsku, což byla díky místním stříbrným dolům neobyčejně výnosná oblast. Centrum jejich dominia v této lokalitě tvořilo město Brod (dnešní Havlíčkův Brod). Ke Brodu patřila řada vesnic a soustava dvorů a mlýnů. Těžilo se zde především v povodí potoků Šlapanky a Žabince, kde se štoly nacházely u Petrkova, Svatého Kříže a Vysoké. I přestože hornictví v okolí Brodu mělo vlastní správu překrývající se s městskou správou, výtěžek z těchto dolů si nárokovali Lichtenburkové, ačkoli kontrolu nad všemi doly měl mít formou horního regálu král. Ložiska stříbra se však za Čeňkova života postupně vyčerpávala.